# Hamburgo Velho
Hamburgo Velho é o centro histórico e um bairro da cidade brasileira de Novo Hamburgo. Em seu redor a cidade cresceu, e ainda conserva um significativo acervo arquitetônico relativo à imigração alemã. O centro histórico foi delimitado em 2004 pelo Plano Diretor do Município como uma área de preservação especial, e foi tombado pelo IPHAN em 2015.

## Histórico
A região de Novo Hamburgo começou a ser povoada pelos alemães desde 1824, quando o governo organizou um programa de colonização das terras devolutas do estado. Inicialmente a região foi destinada à criação de colônias de minifúndios rurais, a fim de abastecer o mercado interno. O projeto também tinha como outros objetivos branquear a população brasileira, até então composta em sua grande maioria de índios e negros, e criar mão-de-obra que não fosse escrava. Em pouco tempo vários centros urbanizados foram aparecendo. O núcleo urbano primitivo de Novo Hamburgo, chamado na época de Hamburger Berg (Morro dos Hamburguenses), era uma dependência da Colônia São Leopoldo, e se formou no entroncamento de duas estradas usadas por tropeiros e comerciantes, que faziam a ligação dos Campos de Cima da Serra com os entrepostos comerciais de São Sebastião do Caí, Estância Velha e Montenegro, caminhos importantes numa rede de comunicação terrestre e fluvial que chegava à capital da província e penetrava pela campanha.

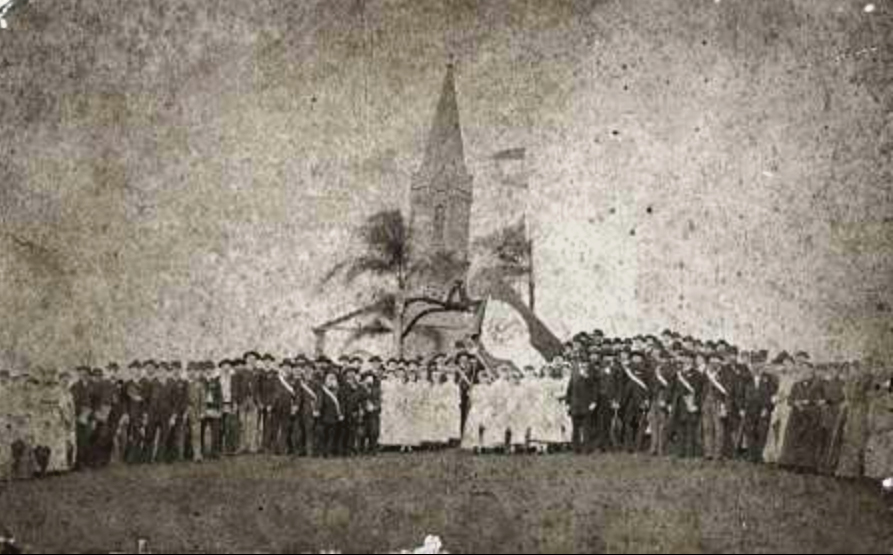
Capela de Nossa Senhora da Piedade em 1889

Logo os excedentes da produção local de gêneros de primeira necessidade possibilitavam a abertura dos primeiros comércios para abastecer os tropeiros em passagem. Uma vila cresceu, na década de 1850 já tinha uma igreja católica e uma luterana, um hotel, escola, padaria e vários outros negócios. Pela Lei nº 221 de 22 de novembro de 1851 Hamburger Berg foi transformado em distrito de São Leopoldo, e em 1875 elevado a freguesia, recebendo o nome de Vila de Nossa Senhora da Piedade de Hamburger Berg. O nome da santa, no entanto, não se fixou, permanecendo a preferência popular por Hamburger Berg.
Na década de 1870 o povoado foi interligado à viação férrea, mas faltando recursos para completar todo o traçado, a estação do trem foi construída 3 km a sudoeste de Hamburger Berg. Devido ao movimento que originou em seu redor, rapidamente surgiu ali uma nova povoação, a atual Novo Hamburgo, que assumiu a função de novo centro principal de povoamento, experimentando um crescimento acelerado como resultado do comércio, da industrialização e da emancipação de São Leopoldo em 1927, expandindo a malha urbana e diversificando seu perfil edificado. Enquanto isso, Hamburger Berg, desde a emancipação chamado Hamburgo Velho, desacelerava, o que ajudou a preservar parte das suas edificações antigas. Em 1969 o distrito era extinto e incorporado à sede do município como um bairro.

## Identidade e conservação

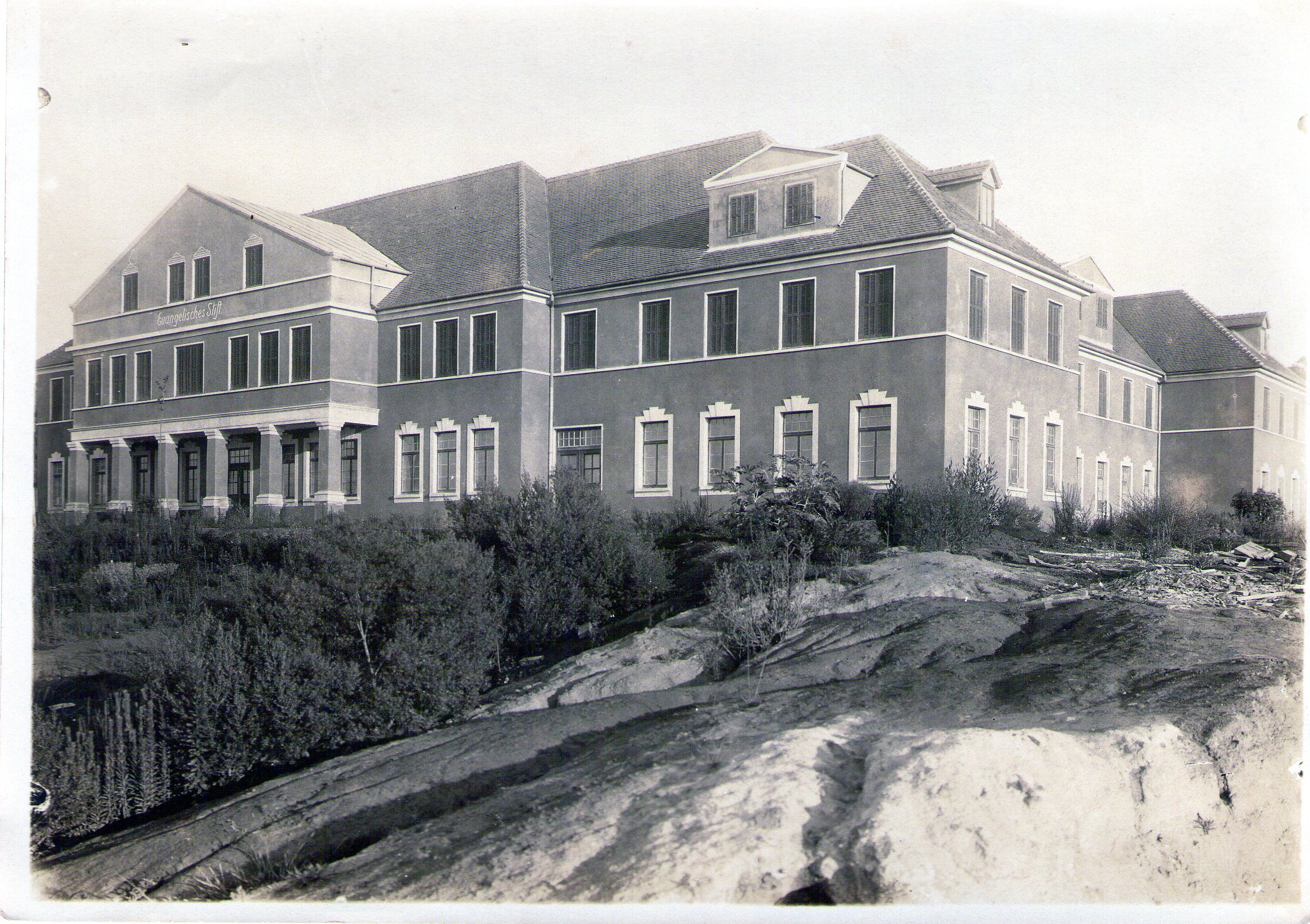
Prédio da antiga Fundação Evangélica de Hamburgo Velho

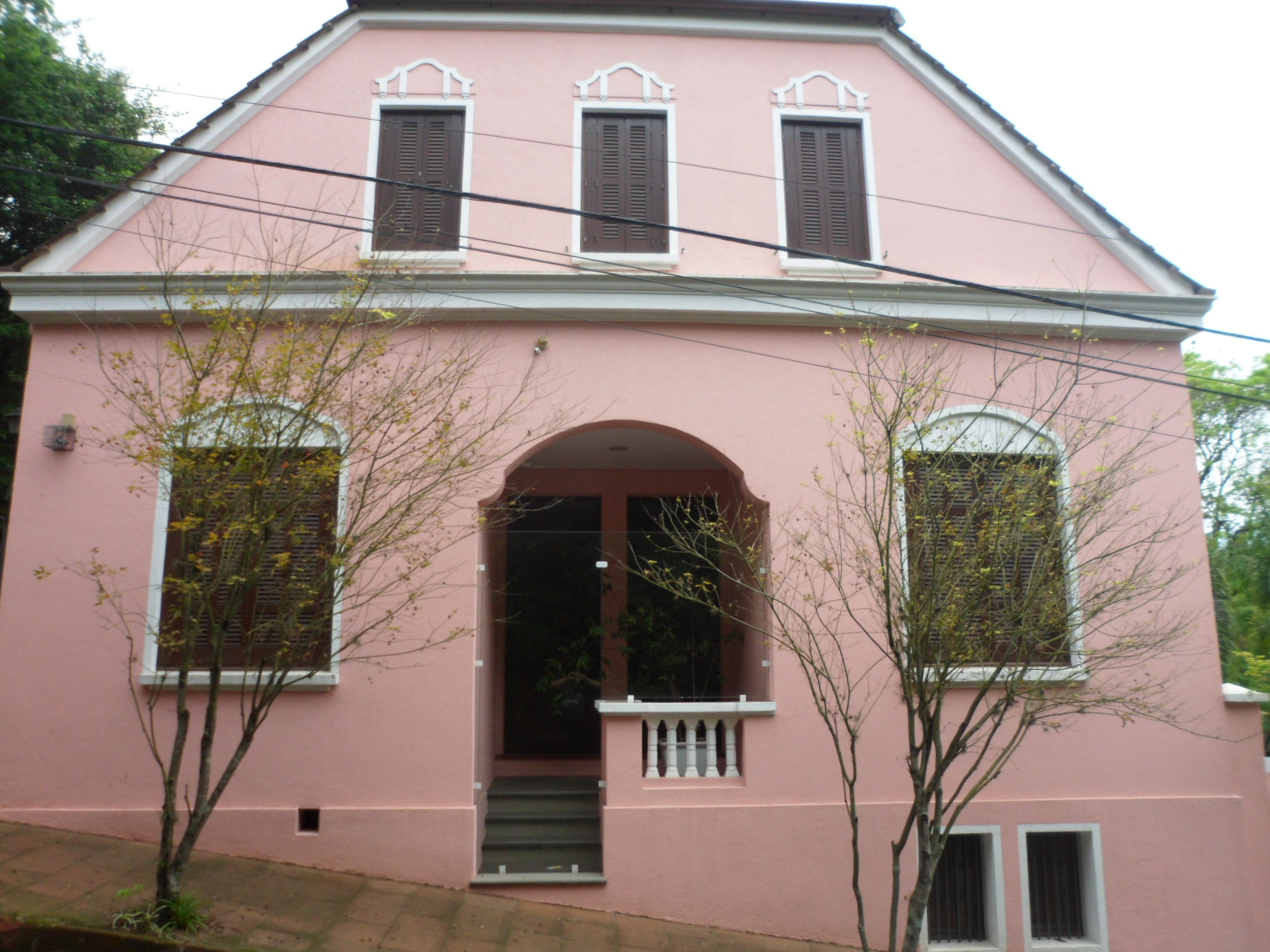
Casa Presser

A comunidade alemã sempre havia contado com o apoio do Estado e sido vista como um exemplo de sucesso do projeto colonizador oficial, e no início do século XX já se encontrava organizada solidamente em uma rede de relações entre a capital e os vários centros coloniais — muitos deles tendo dado origem a cidades dinâmicas e ricas. Haviam sido fundados jornais, clubes esportivos e inúmeras outras associações de variada natureza, e havia se desenvolvido uma forte identidade coletiva baseada na etnia, na cultura e na fala alemã, mantendo laços com a antiga Pátria europeia. Na própria capital a presença alemã era relevante, agregando uma influente elite empresarial, política, artística e intelectual.
Contudo, na década de 1930 Getúlio Vargas direcionou sua política para uma nacionalização e aculturação forçada das minorias étnicas e culturais em todo o Brasil. Para muitos, as múltiplas colônias de estrangeiros que floresciam livremente pelo território nacional ameaçavam a coesão da nação e, com suas diferenças, perturbavam a harmonia da sociedade. A disseminação das ideologias nazista e integralista entre os colonos alemães também causava preocupação, num momento em que o governo procurava se aproximar dos Estados Unidos e eliminar dissidências internas. O regime varguista era autoritário e centralizador, a retórica usada na época fazia veementes apelos a medos irracionais da população e aos aspectos emocionais do nacionalismo, e se desencadeou uma onda de perseguições, violências, humilhações e censura não só aos alemães, mas a italianos, japoneses e outros grupos que até então haviam sido considerados valiosos colaboradores no progresso nacional. A entrada do Brasil na II Guerra Mundial contra a Alemanha e o bloco nazifascista agravou a pressão e a censura contra a cultura e a fala germanizada da região. Conforme resumiu a pesquisadora Ana Maria Dietrich, "dentro do projeto de nacionalização do Brasil almejado por Vargas, o alemão passa de perigo ideológico, pela divulgação do ideário nazista, para perigo étnico, como alienígena ao ‘Homem Novo’ que se desejava construir. Com a entrada do Brasil, na II Guerra Mundial, em 1942, ao lado dos Aliados, o perigo vira ‘militar e ideológico'.”
Além disso, em meados do século mudavam as ênfases econômicas e a cultura nacional se diversificava sob a influência irresistível da globalização, da modernização e da cultura de massa. Na década de 1950 Novo Hamburgo já havia se tornado um destacado polo industrial, com uma forte indústria calçadista. Grandes levas de emigrados de diferentes partes do estado e do país chegavam à cidade em busca de oportunidades de trabalho. Essa população nova tinha outras origens étnicas e culturais, não falava alemão e pouco se interessava pela sua história, trazia outras heranças, fazia outras demandas. Todos esses fatores concorreram para abalar a construção identitária da comunidade, até então largamente baseada na germanidade, e concorreram para que o legado alemão fosse cercado de suspeitas e preconceitos, deixando o primeiro plano nos discursos e nas prioridades dessa sociedade em profunda transformação.

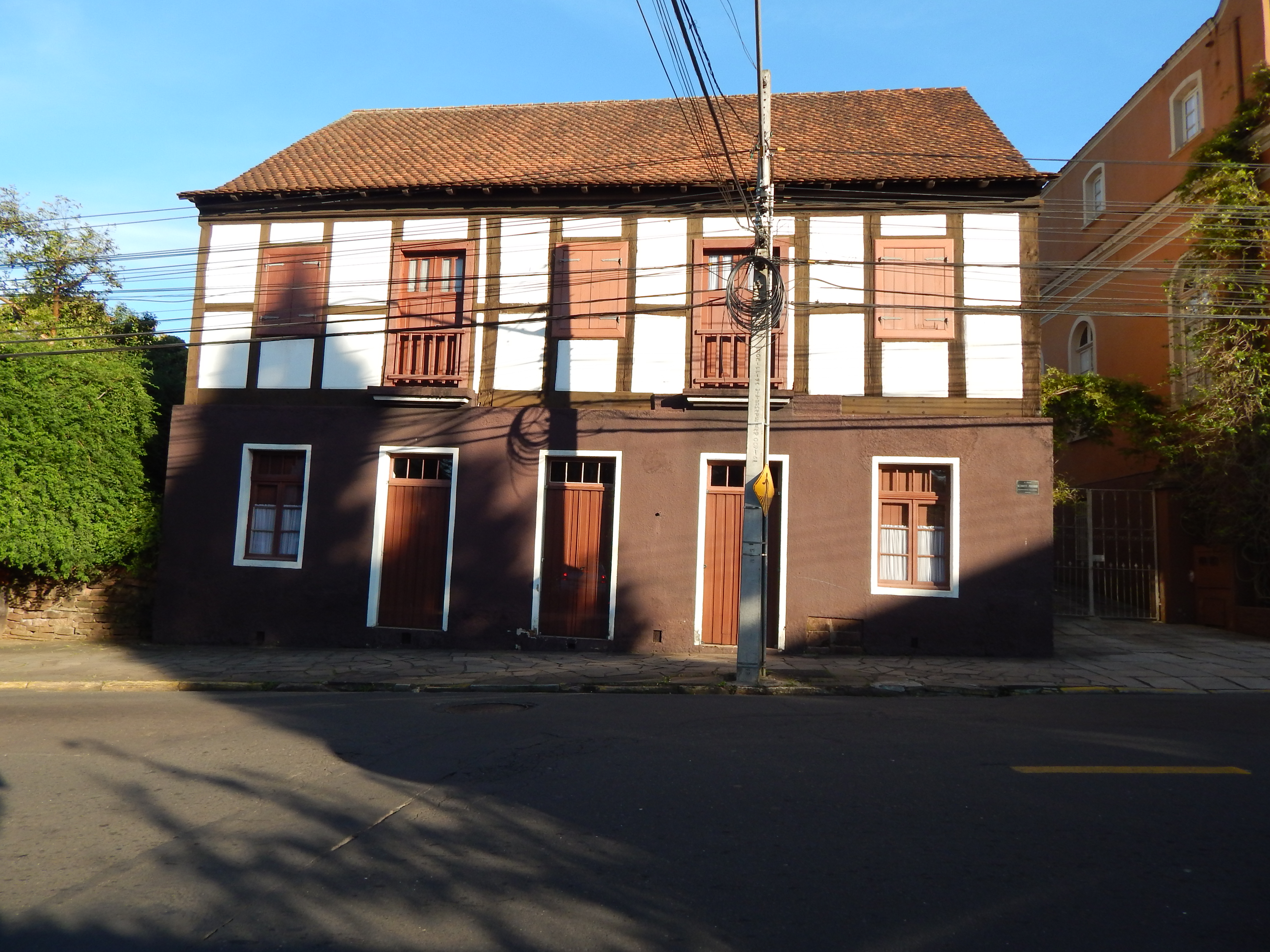
Casa Schmitt-Presser

A área começou a gerar interesse patrimonial no início da década de 1970, quando iniciaram os preparativos para a comemoração em 1974 dos 150 anos da colonização alemã, ocasião em que a importância histórica da comunidade alemã no desenvolvimento do estado e sua identidade cultural foram identificadas e valorizadas e receberam a chancela da oficialidade. Segundo Socker Júnior & Manenti, a questão da germanidade, que por muito tempo foi tida como tabu "devido às repressões nacionalistas, veio subitamente a tona, desencadeando uma série de movimentações em diferentes cidades". Ao mesmo tempo, o rápido crescimento econômico e urbano do município e o desaparecimento dos costumes tradicionais ameaçavam a herança e a memória dos colonizadores e apagavam os traços materiais da sua história.
Desde 1983, quando a Fundação Scheffel solicitou ao IPHAN o tombamento da Casa Schmitt-Presser, a área entrou nos interesses da Prefeitura Municipal de Novo Hamburgo e do órgão de patrimônio do estado, o IPHAE. O dossiê técnico criado em 1983 já havia demonstrado que a casa fazia parte de um grande conjunto edificado digno de preservação, mas naquele momento o tombamento acabou contemplando só a casa.
O reconhecimento do IPHAN despertou o interesse do meio acadêmico, e a população local tem se mostrado desde aquela época bastante engajada na causa patrimonial, onde deve ser lembrada a atuação do artista Ernesto Frederico Scheffel e da historiadora Angela Sperb, líderes do movimento preservacionista. Em 1994 foi iniciado o primeiro inventário do patrimônio histórico da cidade e em 2004 o município iniciou os estudos para alguns tombamentos individuais. No mesmo ano o Plano Diretor instituiu Hamburgo Velho como Centro Histórico e o classificou como área de proteção especial.

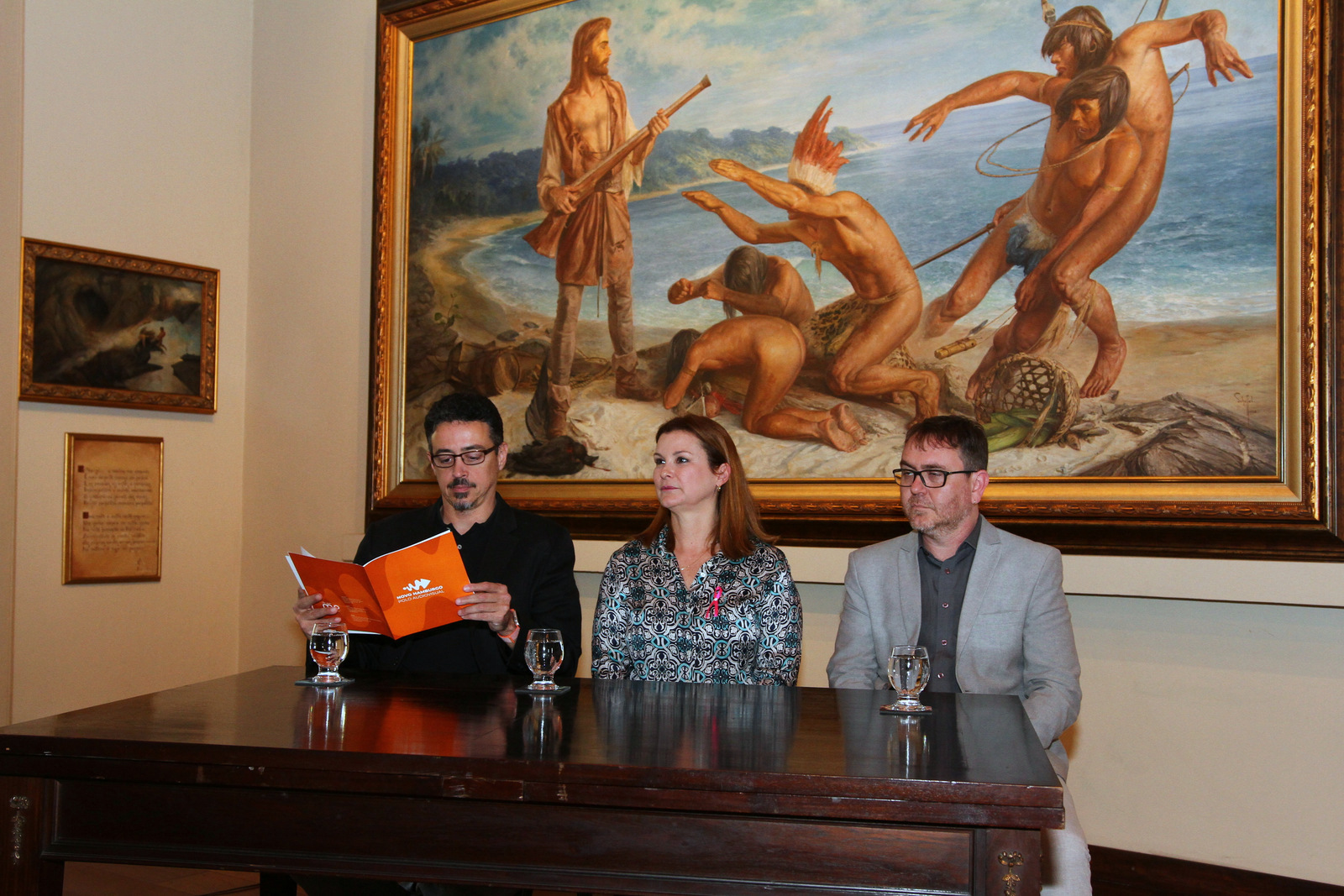
Evento na Fundação Scheffel, com obra do artista ao fundo

Essa mobilização resultou no tombamento de todo o conjunto pelo IPHAN em 2015, que reconheceu a sua importância histórica e arquitetônica, protegendo cerca de 70 imóveis "que recontam, por meio de suas estruturas, a história do município e o seu desenvolvimento histórico e arquitetônico. Destacam-se algumas técnicas de construção como as casas em enxaimel, o estilo Neoclássico, a Arte Déco e, principalmente, o estilo de frontão recortado, desenvolvido exclusivamente na região, no início do século XX". Também foi incluído todo o acervo artístico de Ernesto Frederico Scheffel depositado na fundação que leva seu nome.
A área foi integrada aos roteiros turísticos, e estão sendo pleiteados também o tombamento estadual do conjunto e a criação de um Corredor Cultural expandindo a área primitiva. Segundo Socker Júnior & Manenti, existe um grande acervo edificado no entorno de Hamburgo Velho e em Novo Hamburgo que merece atenção e proteção. Apesar dessas medidas, a área ainda é ameaçada por disputas entre diferentes setores da sociedade civil, por controvérsias técnicas e ideológicas, pela especulação imobiliária, pela descontinuidade das políticas ao longo dos diferentes governos, por falta de recursos e por problemas de gestão, e muitos dos seus edifícios precisam de obras de conservação ou restauro.
No bairro destacam-se o Parque Henrique Luiz Roessler, o prédio da Fundação Ernesto Frederico Scheffel, em estilo neoclássico; o Museu Comunitário Casa Schmitt-Presser, construído em técnica enxaimel, a Igreja Evangélica Luterana dos Reis Magos e a Igreja Nossa Senhora da Piedade, ambas restauradas e contando com belíssimos vitrais, a Biblioteca Pública Municipal e o Monumento ao Imigrante. No bairro existem dois cemitérios, o Luterano e o Católico, que contam com diversas lápides executadas por volta 1890, e esculpidas com detalhes góticos e com epitáfios em alemão. O bairro abriga ainda o Hospital Regina, além do Campus I da Universidade Feevale.
Nas ruas de Hamburgo Velho ocorre anualmente a Hamburgerberg Fest, que conta com música típica e apresentações de danças alemãs, entre outros atrativos.